# Скальський Потік

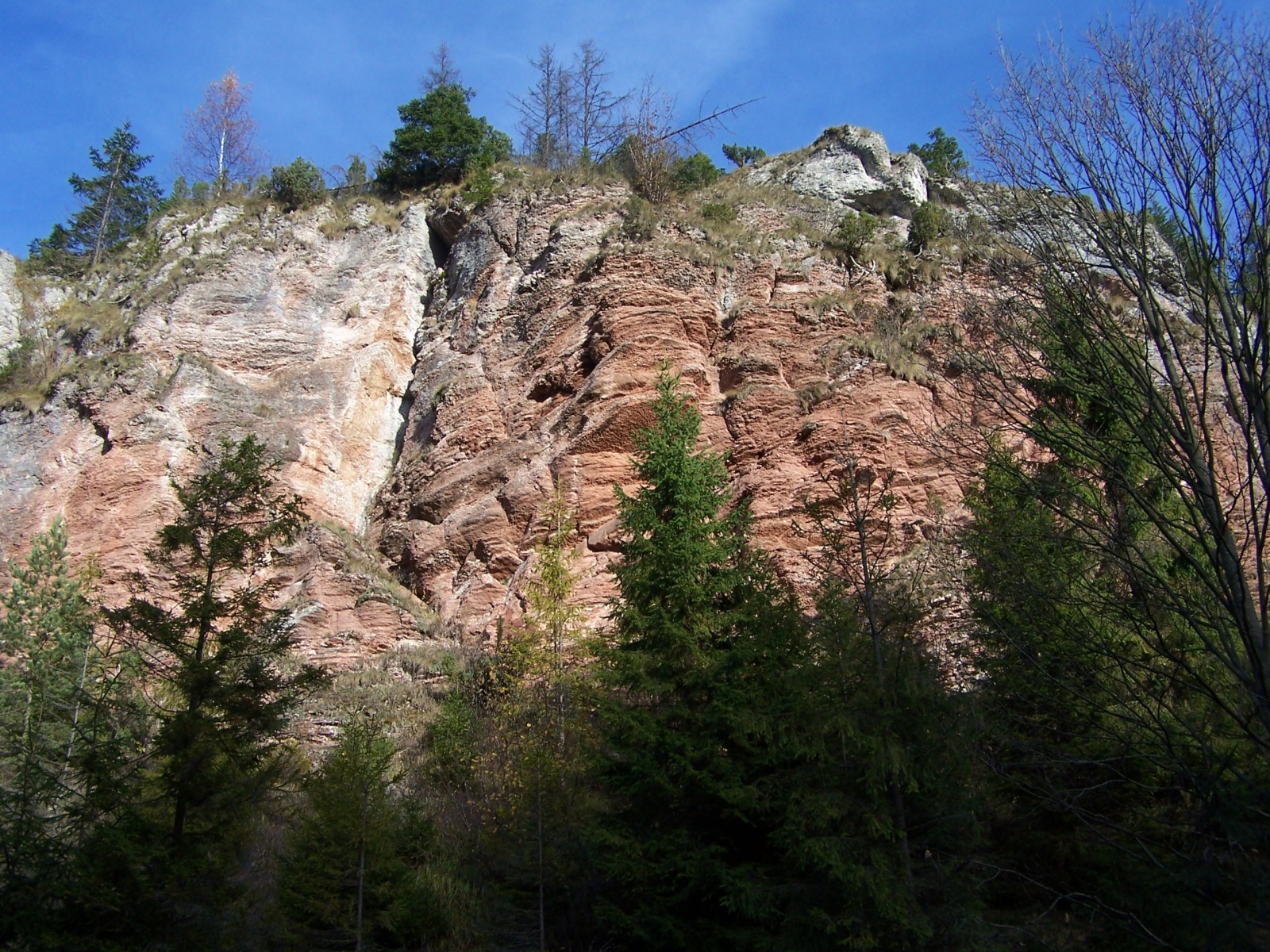
Червона Скала над руслом потоку

Скальський Потік (пол. Skalskie (potok)) — гірська річка в Польщі, у Новотарзькому повіті Малопольського воєводства. Права притока Грайцарика, (басейн Балтійського моря).

## Опис
Довжина річки 4,14 км, найкоротша відстань між витоком і гирлом — 3,62  км, коефіцієнт звивистості річки — 1,15 . Формується безіменними струмками.

## Розташування
Бере початок під горою Смерековою (1013 м) на висоті 960 м над рівнем моря (гміна Щавниця). Тече переважно на північний захід між горами Павловською (840 м) та Скальське (789 м) і у центрі села Явіркі впадає у річку Грайцарик, праву притоку Дунайця.